# Sân bay quốc tế Niue
Sân bay quốc tế Niue (IATA: IUE, ICAO: NIUE), cũng gọi là Sân bay quốc tế Hanan, là một sân bay ở Alofi, Niue, một đảo quốc ở phía nam Thái Bình Dương. Sân bay này có một đường băng dài 2335 m bề mặt nhựa đường.

## Các hãng hàng không và các tuyến điểm
- Air New Zealand (Auckland)